# 111 híres regény
A 111 híres regény című kétkötetes kiadványban 101 híres külföldi író 111 híres regényének bő kivonata és rövid méltatása olvasható. A könyv szerkesztője Székely Éva. Először a Móra Ferenc Könyvkiadó jelentette meg 1990-ben (ISBN 963-211-877-4).

## Tartalom
| Szerző                                                          | Eredeti cím                                  | Magyar cím                             | Év        |
| --------------------------------------------------------------- | -------------------------------------------- | -------------------------------------- | --------- |
| Lucius Apuleius                                                 | Metamorphoses vagy Asinus aureus             | Az aranyszamár                         | 160 körül |
| François Rabelais                                               | Gargantua                                    | Gargantua és Pantagruel                | 1534      |
| Miguel de Cervantes Saavedra                                    | Don Quixote                                  | Don Quijote                            | 1605      |
| Hans Jakob Christoffel von Grimmelshausen                       | Der Abenteuerliche Simplicissimus Teutsch    | A kalandos Simplicissimus              | 1673      |
| Daniel Defoe tkp. Daniel Foe                                    | Robinson Crusoe                              | Robinson Crusoe                        | 1719      |
| Jonathan Swift                                                  | Gulliver’s Travels                           | Gulliver utazásai                      | 1726      |
| Alain-René Le Sage                                              | Historie de Gil Blas de Santillane           | Gil Blas de Santillane históriája      | 1735      |
| Voltaire tkp. François-Marie Arouet                             | Candide                                      | Candide                                | 1759      |
| Henry Fielding                                                  | Tom Jones                                    | Tom Jones                              | 1749      |
| Jean-Jacques Rousseau                                           | Julie; ou, la nouvelle Héloise               | Júlia vagy Az új Heloise               | 1760      |
| Laurence Sterne                                                 | Tristram Shandy                              | Tristram Shandy úr élete és gondolatai | 1767      |
| Cao Hszüe-csin                                                  | 紅樓夢 (Hong lou meng)                       | A vörös szoba álma                     | 1792      |
| Marquis de Sade tkp. Donatien Alphonse François de Sade márki   | Justine, ou les malheurs de la vertu         | Justine avagy az erény meghurcoltatása | 1791      |
| Pierre Choderlos de Laclos                                      | Les Liaisons dangereuses                     | Veszedelmes viszonyok                  | 1782      |
| Johann Wolfgang von Goethe                                      | Die Leiden des jungen Werthers               | Az ifjú Werther szenvedései            | 1774      |
| Johann Wolfgang von Goethe                                      | Die Wahlverwandtschaften                     | Vonzások és választások                | 1809      |
| Walter Scott                                                    | Waverley                                     | Waverley                               | 1814      |
| Heinrich von Kleist                                             | Michael Kohlhaas                             | Kohlhaas Mihály                        | 1810      |
| Adelbert von Chamisso                                           | Peter Schlemihls wundersame Geschichte       | Schlemihl Péter különös története      | 1813      |
| Stendhal tkp. Henri Beyle                                       | Le Rouge et le Noir                          | Vörös és fekete                        | 1830      |
| Stendhal tkp. Henri Beyle                                       | La Chartreuse de Parme                       | A pármai kolostor                      | 1839      |
| Alessandro Manzoni                                              | I Promessi sposi                             | A jegyesek                             | 1827      |
| Honoré de Balzac                                                | Illusions Perdues                            | Elveszett illúziók                     | 1843      |
| Victor Hugo                                                     | Les Misérables                               | A nyomorultak                          | 1862      |
| Prosper Mérimée                                                 | Chronique du régne de Charles IX.            | Szent Bertalan éjszakája               | 1829      |
| Nathaniel Hawthorne                                             | The Scarlet Letter                           | A skarlát betű                         | 1850      |
| George Sand tkp. Amandine Aurore Lucile Dupin, Baronne Dudevant | Mauprat                                      | Mauprat                                | 1837      |
| Nyikolaj Vasziljevics Gogol                                     | Мёртвые души                                 | Holt lelkek                            | 1842      |
| William Makepeace Thackeray                                     | Vanity Fair                                  | A hiúság vására                        | 1847      |
| Charles Dickens                                                 | David Copperfield                            | Copperfield Dávid                      | 1850      |
| Ivan Alekszandrovics Goncsarov                                  | Обломов                                      | Oblomov                                | 1859      |
| Mihail Jurjevics Lermontov                                      | Герой нашего времени                         | Korunk hőse                            | 1840      |
| Emily Brontë                                                    | Wuthering Heights                            | Üvöltő szelek                          | 1847      |
| Ivan Szergejevics Turgenyev                                     | Отцы и дети                                  | Apák és fiúk                           | 1862      |
| Herman Melville                                                 | Moby-Dick                                    | Moby Dick, vagy a fehér bálna          | 1851      |
| Fjodor Mihajlovics Dosztojevszkij                               | Преступление и наказание                     | Bűn és bűnhődés                        | 1866      |
| Fjodor Mihajlovics Dosztojevszkij                               | Братья Карамазовы                            | A Karamazov testvérek                  | 1880      |
| Gustave Flaubert                                                | Madame Bovary                                | Bovaryné                               | 1857      |
| Gustave Flaubert                                                | L’Éducation sentimentale                     | Érzelmek iskolája                      | 1869      |
| Lev Nyikolajevics Tolsztoj                                      | Война и мир                                  | Háború és béke                         | 1869      |
| Lev Nyikolajevics Tolsztoj                                      | Анна Каренина                                | Anna Karenina                          | 1877      |
| Mark Twain tkp. Samuel Langhorne Clemens                        | The Adventures of Tom Sawyer                 | Tom Sawyer kalandjai                   | 1876      |
| Mark Twain tkp. Samuel Langhorne Clemens                        | The Adventures of Huckleberry Finn           | Huckleberry Finn kalandjai             | 1885      |
| Émile Zola                                                      | Nana                                         | Nana                                   | 1880      |
| Henry James                                                     | The Portrait of a Lady                       | Egy hölgy arcképe                      | 1881      |
| Anatole France                                                  | L'ile des pinguines                          | A pingvinek szigete                    | 1908      |
| Anatole France                                                  | La Révolte des anges                         | Angyalok lázadása                      | 1914      |
| Henryk Sienkiewicz                                              | Quo Vadis                                    | Quo vadis                              | 1896      |
| August Strindberg                                               | Röda rummet                                  | A vörös szoba                          | 1880      |
| Guy de Maupassant                                               | Bel-Ami                                      | Szépfiú                                | 1885      |
| Selma Lagerlöf                                                  | Gösta Berlings saga                          | Gösta Berling                          | 1891      |
| Knut Hamsun                                                     | Sult                                         | Éhség                                  | 1890      |
| Sólem Aléchem                                                   | Tevje der milhinger                          | Tóbiás, a tejesember                   | 1894      |
| Italo Svevo                                                     | La coscienza di Zeno                         | Zeno tudata                            | 1923      |
| John Galsworthy                                                 | The Forsyte Sage                             | A Forsyte-saga                         | 1906-1921 |
| Luigi Pirandello                                                | Il fu Mattia Pascal                          | Mattia Pascal két élete                | 1904      |
| Władysław Reymont                                               | Chłopi                                       | Parasztok                              | 1904-1909 |
| Makszim Gorkij tkp. Alekszej Makszimovics Peskov                | Жизнь Клима Самгина                          | Klim Szamgin élete                     | 1927-1937 |
| André Gide                                                      | Les caves du Vatican                         | A Vatikán titka                        | 1914      |
| Heinrich Mann                                                   | Der Untertan                                 | Az alattvaló                           | 1918      |
| Marcel Proust                                                   | A la recherche du temps perdu                | Az eltűnt idő nyomában                 | 1927      |
| Thomas Mann                                                     | Buddenbrooks                                 | A Buddenbrook ház                      | 1901      |
| Thomas Mann                                                     | Der Zauberberg                               | A varázshegy                           | 1924      |
| Jack London tkp. John Griffith Chaney                           | The Call of the Wild                         | A vadon szava                          | 1903      |
| Alfred Döblin                                                   | Berlin Alexanderplatz                        | Berlin, Alexanderplatz                 | 1929      |
| Robert Musil                                                    | Der Mann ohne Eigenschaften                  | A tulajdonságok nélküli ember          | 1933      |
| Roger Martin du Gard                                            | Les Thibault                                 | A Thibault család                      | 1922-1940 |
| James Joyce                                                     | Ulysses                                      | Ulysses                                | 1922      |
| Virginia Woolf                                                  | Orlando                                      | Orlando                                | 1928      |
| Jaroslav Hašek                                                  | Osudy dobrého vojáka Švejka za světové války | Svejk, a derék katona                  | 1926      |
| Franz Kafka                                                     | Der Prozess                                  | A per                                  | 1925      |
| Franz Kafka                                                     | Das Schloss                                  | A kastély                              | 1926      |
| D. H. Lawrence                                                  | Lady Chatterley’s Lover                      | Lady Chatterley szeretője              | 1928      |
| François Mauriac                                                | Le noeud de vipéres                          | Viperafészek                           | 1932      |
| Karel Čapek                                                     | Válka s mloky                                | Harc a szalamandrákkal                 | 1936      |
| Mihail Afanaszjevics Bulgakov                                   | Мастер и Маргарита                           | A Mester és Margarita                  | 1967      |
| Ivo Andrić                                                      | Travnicka hronika                            | Vihar a völgy felett                   | 1945      |
| Aldous Huxley                                                   | Brave New World                              | Szép új világ                          | 1932      |
| Giuseppe Tomasi di Lampedusa                                    | Il gattopardo                                | A párduc                               | 1958      |
| William Faulkner                                                | Sanctuary                                    | Szentély                               | 1931      |
| Ernest Hemingway                                                | For Whom the Bell Tolls                      | Akiért a harang szól                   | 1940      |
| John Steinbeck                                                  | The Grapes of Wrath                          | Érik a gyümölcs                        | 1939      |
| George Orwell tkp. Eric Blair                                   | Nineteen Eighty-Four                         | 1984                                   | 1949      |
| Graham Greene                                                   | The Quiet American                           | A csendes amerikai                     | 1955      |
| Elias Canetti                                                   | Auto-da-Fé                                   | Káprázat                               | 1935      |
| Jean-Paul Sartre                                                | L’enfance d’un chef                          | Egy vezér gyermekkora                  | 1939      |
| Mihail Alekszandrovics Solohov                                  | Тихий Дон                                    | Csendes Don                            | 1928-1940 |
| Dino Buzzati                                                    | Il deserto dei Tartari                       | A Tatárpuszta                          | 1940      |
| Alberto Moravia tkp. Alberto Pincherle                          | La ciociara                                  | Egy asszony meg a lánya                | 1957      |
| Simone de Beauvoir                                              | Les mandarins                                | Mandarinok                             | 1954      |
| Jerzy Andrzejewski                                              | Popiół i diament                             | Hamu és gyémánt                        | 1948      |
| Albert Camus                                                    | L'Étranger                                   | Közöny                                 | 1942      |
| Albert Camus                                                    | La Peste                                     | Pestis                                 | 1947      |
| Bohumil Hrabal                                                  | Postriziny                                   | Sörgyári capriccio                     | 1976      |
| Bernard Malamud                                                 | The Fixer                                    | A mesterember                          | 1966      |
| Saul Bellow                                                     | Herzog                                       | Herzog                                 | 1964      |
| Heinrich Böll                                                   | Billard um halbzehn                          | Biliárd fél tízkor                     | 1959      |
| Alekszandr Iszajevics Szolzsenyicin                             | Один день Ивана Денисовича                   | Ivan Gyenyiszovics egy napja           | 1962      |
| Jerome David Salinger                                           | The Catcher in the Rye                       | Rozsban a fogó (Zabhegyező)            | 1951      |
| Jack Kerouac                                                    | On the Road                                  | Úton                                   | 1957      |
| Italo Calvino                                                   | Il barone rampante                           | A famászó báró                         | 1957      |
| Joseph Heller                                                   | Catch-22                                     | A 22-es csapdája                       | 1961      |
| Norman Mailer                                                   | The Naked and the Dead                       | Meztelenek és holtak                   | 1948      |
| Jorge Semprún                                                   | Le grand voyage                              | A nagy utazás                          | 1963      |
| Bulat Salvovics Okudzsava                                       | Бедный Авросимов                             | Szegény Avroszimov                     | 1969      |
| Siegfried Lenz                                                  | Deutschstunde                                | Németóra                               | 1968      |
| Günter Grass                                                    | Die Blechtrommel                             | A bádogdob                             | 1959      |
| Csingiz Ajtmatov                                                | Прощай, Гульсары!                            | A versenyló halála                     | 1966      |
| Gabriel García Márquez                                          | Cien anos de soledad                         | Száz év magány                         | 1967      |
| Jurij Valentyinovics Trifonov                                   | Vremja i meszto                              | Hely és idő                            | 1981      |
| Mario Vargas Llosa                                              | Conversación en La Catedral                  | Négy óra a Catedralban                 | 1969      |